# Marcin Krzyształowicz
Marcin Krzyształowicz est un cinéaste et écrivain polonais né en 1969 à Cracovie. 

## Biographie
Marcin Krzyształowicz a étudié la psychologie à l'université Jagellonne, puis la réalisation cinématographique à l'École nationale de cinéma de Łódź. 
Son film de fin d'études Coś mi zabrano (On m'a pris quelque chose) lui a permis de remporter le prix du meilleur réalisateur au Festival international des étudiants de New York. 
Après ses études, il a réalisé des documentaires et des publicités et des séries TV. 
Il est également scénariste et auteur de poèmes et nouvelles. Dans les interviews, il admet que la littérature l'inspire plus que le cinéma.

## Filmographie
- 2002 : Eukaliptus (pl),
- 2003 : Koniec wakacji,
- 2012 : Obława
- 2014 : All About My Parents (Pani z przedszkola)
- 2019 : Mister T. (Pan T.)

## Récompenses et distinctions
- 2012 : Aigle du meilleur film pour Obława
- 2012 : Lions d'or du Festival du film polonais de Gdynia
- 2013 : Grand Prix du Festival international du cinéma indépendant Off Plus Camera de Cracovie pour Obława